# کیوانی (ویسکانسین)
کیوانی، ویسکانسین  (به انگلیسی: Kewaunee) شهری در شهرستان کیوانی ایالت ویسکانسین است که در سال ۱۸۸۳ بنیان‌گذاری شده‌است. این شهر طبق سرشماری سال ۲۰۱۰ میلادی ۲٬۹۵۲ نفر جمعیت داشته‌است.